# Lumière sur la lande
Pour plus de détails, voir Fiche technique et Distribution.
Lumière sur la lande (Luz en el páramo) est un film vénézuélien réalisé par Víctor Urruchúa, sorti en 1953.

## Fiche technique
- Titre : Lumière sur la lande
- Titre original : Luz en el páramo
- Réalisation : Víctor Urruchúa
- Scénario : Guillermo Fuentes et Víctor Urruchúa
- Musique : Eduardo Serrano
- Photographie : Ramiro Vega
- Montage : Eduardo Serrano
- Production : Luis Guillermo Villegas Blanco
- Société de production : Bolívar Film
- Pays :  Venezuela
- Dates de sortie : 
  -  Venezuela : 1953

## Distribution
- José Elías Moreno : Jose
- Carmen Montejo : Angela
- Hilda Vera : Julia
- Luis Salazar : Pedro Maria
- Ildemaro García
- Esteban Herrera : Arcadio
- Jorge Reyes : Zamarro
- Elvira Morla : Pastora
- David Peraza
- Gran Marcos

## Distinctions
Le film a été présenté en sélection officielle en compétition au festival de Cannes 1953.